# Der Liebesexpreß
Pour plus de détails, voir Fiche technique et Distribution.
Der Liebesexpreß est un film allemand réalisé par Robert Wiene, sorti en 1931. Une version française a été tournée sous le titre Nuits de Venise.

## Fiche technique
- Titre : Der Liebesexpreß
- Réalisation : Robert Wiene
- Scénario : Alexander Engel, Ladislaus Vajda et Andor Zsoldos
- Photographie : Carl Drews (en)
- Musique : Max Niederberger
- Pays de production : République de Weimar
- Format : Noir et blanc
- Genre : comédie
- Durée : 85 minutes
- Date de sortie : 1931

## Distribution
- Georg Alexander : Kurt Weidingen
- Dina Gralla : Annie
- Joseph Schmidt : Enrico Tonelli
- Angelo Ferrari : Conte Orsino
- Karl Graumann : Williams
- Therese Giehse : Frau Mayer
- Wilhelm Marx : Der Alt